# IdleAir
IdleAir („Luft im Leerlauf“) ist ein Tochterunternehmen von Convoy Solutions LLC, das in den USA auf Lkw-Rastplätzen Lkw-Fahrern eine zentrale Kabinenversorgung anbietet. Das patentierte IdleAir-Serviceterminal Advanced Travel Center Electrification (ATE) ist vielseitiger und aufwendiger als die herkömmliche Elektrifizierung ruhender Lkw Truck Stop Electrification (TSE), die auf Kraftstoffeinsparung durch Vermeiden von Leerlaufbetrieb geparkter Lkw ausgerichtet ist.
Die meisten TSE-Systeme bestehen aus einem gewöhnlichen Stromanschluss für Lkw. Das ATE bietet zusätzlich zum 120-Volt-Netzstrom temperierte Zuluft mit Heizung und Klimatisierung sowie Anschlüsse für Telefon, Internet und Fernsehen. Das ATE-Serviceterminal wird über einen unverwechselbaren gelben Schlauch gespeist, dessen Adapterplatte in das versenkbare Seitenfenster des Fahrzeuges eingespannt wird.

## Geschichte
Das im Juni 2000 gegründete Unternehmen mit dem Namen IdleAire meldete am 12. Mai 2008 Insolvenz an, nachdem eine Schadensersatzklage über 18 Mio. US-Dollar Erfolg gehabt hatte. Geklagt hatte die Witwe eines Fernfahrers aus Florida, der durch eine Kohlenstoffmonoxidvergiftung ums Leben gekommen war. Die Anlage von IdleAire habe Abgase stehender Lkws mit laufenden Motoren eingesaugt, obwohl gefilterte Luft zugesichert worden war. IdleAire hatte 131 Standorte in 34 Staaten eröffnet. Am 16. Mai 2008 erschien auf der Website des Unternehmens eine Pressemitteilung, die besagte, dass das Unternehmen weiterhin aktiv sein werde. Dennoch wurde IdleAire offiziell am 29. Januar 2010 geschlossen. Inzwischen kam es zum Rückbau einiger Anlagen.

## Wiedereröffnung
Convoy Solutions LLC aus Knoxville, Tennessee kaufte 2010 die Vermögenswerte von IdleAire und eröffnete das neue Unternehmen unter dem leicht geänderten Namen IdleAir neu.

## Standorte
Seit der Neueröffnung wurden 32 Standorte in 12 Staaten eröffnet: Arizona, Arkansas, Kalifornien, Georgia, Illinois, Minnesota, Missouri, New Jersey, Pennsylvania, Tennessee, Texas und Utah. Das Unternehmen bietet seine Dienste auf einigen der größeren Lkw-Rastplätze an, darunter zum Beispiel Pilot Flying J, Love’s Travel Stops & Country Stores, Sapp Brothers und TravelCenters of America, die die Petro Stopping Centers zu TA and Petro Shopping Centers übernommen haben.

## Der Markt
Als 2014 die Dieselpreise fielen, geriet das Angebot von IdleAir unter Druck. Darauf ging IdleAir eine Zusammenarbeit mit einem Photovoltaikunternehmen ein, um die stehenden Lkws mit eigenem Solarstrom zu versorgen. Der Energiebedarf ist groß, denn Tiefkühltransporte werden unterwegs von Dieselgeneratoren versorgt. Der Rastplatz Big Boy’s Truck Stop in Kenly (North Carolina) plante für das Jahr 2017 eine neue Anlage mit 24 ATE-Terminals von IdleAir, von der eine jährliche Einsparung von bis 25.000 Gallonen Diesel angenommen wird, was 94.600 Litern entspräche. Noch vor dem Bau dieser Anlage wurde IdleAir von der Umweltbehörde des Staates Tennessee für Nachhaltigkeit ausgezeichnet.
2017 kostete in Laredo (Texas), das auf derselben geografischen Breite liegt wie die Wüste Thar oder die Westsahara, eine Nutzung bis zu 24 Stunden 35 US-Dollar, was billiger ist, als den Lkw während der vorgeschriebenen Pausenzeiten von 11 bis 13 Stunden wegen der Klimaanlage im Stand laufen zu lassen oder ein Motel zu buchen.